# The German Emperor: Review at Shorncliffe
The German Emperor: Review at Shorncliffe è un cortometraggio muto del 1902. Il nome del regista non viene riportato nei credit del film ma vi appare quello del produttore Cecil M. Hepworth come direttore della fotografia.

## Produzione
Il film fu prodotto dalla Hepworth. Venne girato nel Kent, a Shorncliffe presente l'imperatore di Germania Guglielmo II.

## Distribuzione
Distribuito dalla Hepworth, il documentario - un cortometraggio della lunghezza di 30 metri - presumibilmente uscì nelle sale cinematografiche britanniche nel 1902.
Non si hanno altre notizie del film che si ritiene perduto, forse distrutto nel 1924 quando il produttore Cecil M. Hepworth, ormai fallito, cercò di recuperare l'argento del nitrato fondendo le pellicole.